# Municipio de Brockway (Míchigan)
El municipio de Brockway (en inglés: Brockway Township) es un municipio ubicado en el condado de St. Clair en el estado estadounidense de Míchigan. En el año 2010 tenía una población de 2022 habitantes y una densidad poblacional de 23,08 personas por km².

## Geografía
El municipio de Brockway se encuentra ubicado en las coordenadas 43°6′43″N 82°48′36″O / 43.11194, -82.81000. Según la Oficina del Censo de los Estados Unidos, el municipio tiene una superficie total de 87.62 km², de la cual 87,18 km² corresponden a tierra firme y (0,51 %) 0,45 km² es agua.

## Demografía
Según el censo de 2010, había 2022 personas residiendo en el municipio de Brockway. La densidad de población era de 23,08 hab./km². De los 2022 habitantes, el municipio de Brockway estaba compuesto por el 96,88 % blancos, el 0,69 % eran afroamericanos, el 0,59 % eran amerindios, el 0,05 % eran isleños del Pacífico, el 0,3 % eran de otras razas y el 1,48 % eran de una mezcla de razas. Del total de la población el 1,93 % eran hispanos o latinos de cualquier raza.